# Colibrí occidental
El colibrí occidental (Schistes albogularis) és una espècie d'ocell de la família dels troquílids (Trochilidae) que ha estat considerat una subespècie de Schistes geoffroyi.

## Hàbitat i distribució
Habita zones forestals, sovint prop de rierols, a zones occidentals de Colòmbia i de l'Equador.